# Lucho Navarro
Luis Edgardo Navarro Balles (Antofagasta, Chile, 13 de junio de 1933-Miami, Florida, 2 de enero de 1994), más conocido como Lucho Navarro, fue un comediante e imitador chileno conocido en México por la película Sor Tequila, donde actuó junto a María Elena Velasco, conocida como La India María. Fue conocido por su especial don de imitar sonidos.

## Primeros años de vida
Inicialmente, estudió ingeniería eléctrica en la Pontificia Universidad Católica de Valparaíso, pero debido a una enfermedad ocular tuvo que dejar su carrera y dedicarse al mundo del arte, específicamente al piano. 

## Vida artística
Empezó en el mundo del humor casi por error; Aunque hizo su debut el 18 de septiembre de 1955 en una radio emisora de Chile, en sus primeras presentaciones, Navarro se valía de chistes para los intermedios y de esa manera encontró en el humor su futuro, que nunca abandonó. 
En poco tiempo se hizo popular en Valparaíso, donde tuvo un programa de radio. Hizo giras por Chile en los últimos años de la década de 1950 y después, en 1960, se fue a vivir a Miami, desde donde realizó todas las giras por Estados Unidos y América Latina.
También llegó a presentarse en shows estadounidenses, como El Show de Jerry Lewis, y The Ed Sullivan Show. En varias ocasiones llegó a presentarse en Venezuela en el programa televisivo Sábado Sensacional de Venevisión. Visitó Colombia por primera vez en 1970, invitado al programa Operación Ja Ja e inauguró en 1978 el Primer Festival Internacional del Humor. Apareció en la película Mexicana Sor Tequila.

## Enfermedad y fallecimiento
En 1992 Navarro fue diagnosticado con un cáncer de próstata y se sometió a un largo tratamiento en Miami, sin dejar su carrera humorística[cita requerida]. El 2 de enero de 1994, falleció tras siete meses de tratamiento. El cuerpo de Lucho Navarro fue cremado en Miami, y el lugar definitivo adonde se trasladarán las cenizas, no estaba definido en su momento, ya que su última esposa, Vilma Navarro, las quiere llevar a Chile, mientras que sus hijos deseaban que quedaran en Ciudad de México.